# لوون شاهومیان
لوون استپانی شاهومیان (ارمنی: Լևոն Ստեփանի Շահումյան؛  زادهٔ ۲۵ آوریل ۱۹۰۴ - درگذشته ۲۴ مهٔ ۱۹۷۱) تاریخ‌نگار، روزنامه‌نگار اهل ارمنستان بود.

## زندگی‌نامه
وی در ۲۵ آوریل ۱۹۰۴ در تفلیس به دنیا آمد و از دانشگاه کمونیستی سوردلوف و مدرسه عالی حزب فارغ‌التحصیل گشت. از سال ۱۹۱۹ عضو حزب کمونیست اتحاد جماهیر شوروی بود و در ru:Уральский рабочий (газета) و دانشنامه بزرگ روسی فعالیت می‌کرد. همچنین برندهٔ جوایزی همچون نشان پرچم سرخ کار و نشان لنین شده است. وی در ۲۴ مهٔ ۱۹۷۱ در سن ۶۷ سالگی در مسکو درگذشت.